# Веккерлинг, Отто
Отто Веккерлинг (нем. Otto Weckerling; род. 23 октября 1910 года в Кенерте, Германия — ум. 6 мая 1977 года в Дортмунде, Германия) — немецкий шоссейный и трековый велогонщик, выступавший с 1933 по 1950 год. Двукратный чемпион ГДР на треке. Победитель Тура Германии-1937.

## Достижения

### Шоссе
1937
1-й Тур Германии
1-й — Этап 1
1-й — Этап 8 Тур де Франс
8-й Чемпионат мира
1938
3-й Тур Германии

### Трек
1949
1-й  Чемпионат ГДР — мэдисон (с Вернером Рихтером)
1950
1-й  Чемпионат ГДР — мэдисон (с Вернером Рихтером)
1. ↑  Otto Weckerling // https://firstcycling.com/rider.php?r=4395